# Библиотека „Военни приключения“
Библиотека „Военни приключения“ е книжна поредица на Държавно военно издателство, излизала между 1956 и 1966 г. Книгите са на военно-приключенска и разузнавателна тематика. Поредицата е създадена по подобие на съветската „Библиотечка военных приключений“ на Воениздат и голяма част от публикуваните книги, особено през първите години, са взети оттам. Отговорен редактор на поредицата е Христо Минчев.
Публикувани са общо 52 заглавия. Три от тях имат по две издания с различно оформление: „Военна тайна“, „Мълчаливият двубой“ и „И сам воинът е воин“. При „Военна тайна“ има разлика в съдържанието на двете издания: първото включва само първа и втора част на романа, а във второто е добавена и последната трета част.
Поредицата е издавана в джобен формат до 1964 г. включително, а от 1965 г. нататък — в голям формат. Всички книги са с твърди корици с изключение на „Третата среща“, която е с меки.

## Издадени книги
Книгите са без номерация. Тук са дадени в реда на издаване, посочен в самите книги, а където няма такъв — според датата, на която са дадени за печат, посочена в издателското каре.
- Дълбокият рейд — В. Н. Максаков (1956)
- Тайната на Юля-Ярви — Николай Богданов (1956)
- Ягуар-13 — Лев Самойлов, Борис Скорбин (1956)
- Следите на Заур бег — Владимир Дружинин (1956)
- Военна тайна — Лев Шейнин (първо издание [непълно], 1957)
- Под чуждо име — Виктор Михайлов (1957)
- Боцманът от кораба „Мъгла“ — Николай Панов (1957)
- Какво става в тишината — Николай Томан (1957)
- Бумерангът не се завръща — Виктор Михайлов (1957)
- Синята стрела — В. Черносвитов (1957)
- Цезиева нощ — Георги Марков (1957)
- Сивият зъбер — Н. Автократов (1957)
- Северни разузнавачи — Юрий Семьонов (1958)
- Квартира без номер — Г. Цирулис, А. Имерманис (1958)
- На брега на Днепър — Порфирий Гавруто (1958)
- Мълчаливият двубой — Христо Минчев (първо издание, 1958)
- В океана — Николай Панов (1959)
- И сам воинът е воин — Юрий Долд-Михайлик (първо издание, 1959)
- Неуловимите — Александър Насибов (1959)
- Ориент-експрес — Христо Минчев (1959)
- В тихия залив — Б. Краевски, Ю. Лиманов (1960)
- И сам воинът е воин — Юрий Долд-Михайлик (второ издание, 1960)
- Акция К-8 — Боян Трайков (1960)
- Искам да живея — Александър Андреев (1961)
- По далечни брегове — Имрам Касумов, Хасан Сеидбейли (1961)
- Военна тайна — Лев Шейнин (второ издание [пълно], 1961)
- Неуловимият ескадрон — Б. Краевски, Ю. Лиманов (1961)
- Рижият оставя следа — Владислав Ярницки (1962)
- Скривалище край Елба — Александър Насибов (1962)
- Копиеносци — Андраш Беркеши, Георг Кардош (1962)
- Кралят на Шумава — Рудолф Калчик (1962)
- Следотърсачи — Иван Стаднюк (1962)
- Мълчаливият двубой — Христо Минчев (второ издание, 1962)
- Златният зъб — П. Лаловски, К. Спасов (1962)
- Обкованият сандък — Александър Воинов (1963)
- По тънък лед — Георгий Брянцев (1963)
- Пипалата на октопода — Йосиф Фрейлихман (1963)
- Ринг зад телените мрежи — Георгий Свиридов (1963)
- На къси вълни — Александра Анисимова (1963)
- В полунощ ще падне звезда — Теодор Константин (1964)
- Тайното оръжие — Лев Овалов (1964)
- Дунавски нощи — А. Авдеенко (1964)
- Под маската на SS — Борис Недялков (1964)
- Съучастие в убийство — Джуда Уотън (1964)
- Бялата пустиня — Алексей Леонтиев (1964)
- Третата среща — Иван Головченко (1965)
- Последната схватка — Иван Гатев (1965)
- Брегова операция — Джамшид Амиров (1965)
- Ураган — Недялко Месечков (1965)
- Делото Зорге — Ханс-Ото Майснер (1965)
- Кехлибареното море — Николай Асанов, Юрий Стуритис (1965)
- Тайната на бялото петно — Михаил Михеев (1965)
- Абдурахман — Кръстю Кръстев (1965)
- Лисицата усеща капана — Тудор Попеску (1966)
- Плъховете дойдоха през нощта — Ханс фон Йотинген (1966)

## Обявени, но невключени в поредицата книги
В „Квартира без номер“ е обявено, че скоро в поредицата ще излезе „Троянски кон“ от Слав Караславов, но в крайна сметка книгата е издадена извън поредицата.